# Marcolino Carlos de Sousa
Marcolino Carlos de Sousa (Jataí, 10 de abril de 1906 – Três Lagoas, ?) foi um pecuarista e político brasileiro, tendo sido prefeito de Três Lagoas.
Filho de  José Carlos de Queirós e de Maria Querubina da Luz, casou-se com Diva Garcia de Sousa e teve um filho, Cláudio. 
Elegeu-se exercendo sua função de prefeito entre os anos de 1947 e 1951.
Marcolino Carlos de Sousa instalou o serviço de abastecimento de água em Três Lagoas por meio de um empréstimo de Cr$2.000.444 (dois milhões e quatrocentos e quarenta e quatro cruzeiros) com a Caixa Econômica Federal, pagos durante vinte anos. Foram, em sua administração, reparadas todas as escolas, assim como instalou-se uma nova escola municipal no bairro Aviação. Marcolino Carlos de Sousa foi o responsável, também, pela criação do Departamento Municipal de Estradas de Rodagem (DMER), com o fim de elaborar o Plano Rodoviário Municipal e permitir sua revisão periódica, assim como conservar as rodovias municipais.